# Titularbistum Modra
Modra ist ein Titularbistum der römisch-katholischen Kirche.
Es geht zurück auf ein früheres Bistum der antiken Stadt Modra in der kleinasiatischen Landschaft Bithynien, acht Kilometer östlich von Mudurnu in der heutigen Türkei, das der Kirchenprovinz Nicaea angehörte.
| Titularbischöfe von Modra |                           |                                                           |                   |                  |
| Nr.                       | Name                      | Amt                                                       | von               | bis              |
| 1                         | John Stephen Michaud      | Koadjutorbischof von Burlington (USA)                     | 4. Mai 1892       | 3. November 1899 |
| 2                         | Vilém Blazek              | Weihbischof in Olmütz (Österreich-Ungarn)                 | 6. Dezember 1906  | 5. März 1912     |
| 3                         | Jules-Étienne Gazaniol    | emeritierter Bischof von Constantine-Hippone (Frankreich) | 22. Mai 1913      | 18. Mai 1917     |
| 4                         | Hyacinthe-Jean Chassagnon | Weihbischof in Lyon-Vienne (Frankreich)                   | 28. Juni 1917     | 19. Juni 1922    |
| 5                         | Esteban Rojas Tovar       | emeritierter Bischof von Garzón (Kolumbien)               | 21. Juli 1922     | 28. Juli 1933    |
| 6                         | James Hugh Ryan           | Rektor der Katholischen Universität von Amerika (USA)     | 15. August 1933   | 3. August 1935   |
| 7                         | Jan Kanty Lorek CM        | Weihbischof in Sandomierz (Polen)                         | 26. April 1936    | 12. März 1946    |
| 8                         | Manuel Könner SVD         | Prälat von Foz do Iguaçu (Brasilien)                      | 13. Dezember 1947 | 9. Dezember 1968 |